# Hagenbach (Alemanha)
Hagenbach é uma cidade da Alemanha localizada no distrito de Germersheim, estado da Renânia-Palatinado.
É membro e sede do Verbandsgemeinde de Hagenbach.